# Каракој
Каракој или Манастир (грч. Κατάφυτο, Катафито) је насељено место у општини Зрново у периферији Источна Македонија и Тракија, Грчка. Према попису из 2021. године било је 87 становника.
Према бугарском географу и историчару, Василу Канчову, у Каракоју је 1900. године живело 1.400 Словена хришћана. Током Другог балканског и Првог светског рата село је настрадало и део мештана је избегао у Бугарску, тако је после рата остало 975 житеља. Избегло становништво је насељено у местима Гоце Делчев и околина, Кричим и Бања код Разлога. Пошто преостали Словени нису хтели да се иселе у Бугарску, грчке власти су измислиле провокацију и 27. јула 1924. године је убијено 17 мештана села Каракој и Трлис. Након тога већина словенског становништва се иселила у Бугарску (1.168 особа) док је остало неколико десетина породица. На њихово место је насељено 124 грчких избегличких породица, укупно 408 особа. На попису из 1928. године Каракој је имао 476 становника.